# Condado de Puertollano
El Condado de Puertollano es un título nobiliario español creado por el rey Felipe IV el 18 de marzo de 1633 a favor de Luis Lasso de la Vega, IV Señor de las Torres de Alhaurín. El 7 de abril de 1652 el mismo rey concedió a su hijo el título de conde, declarando que el título que le había concedido a su padre era un vizcondado, solventando así la ilegalidad de haberle concedido un condado sin el preceptivo vizcondado previo, condición establecida por dicho monarca en 1631.
Se considera como fecha oficial de creación el 24 de octubre de 1661, por ser la fecha de emisión de la Real Carta de Concesión, y a Gabriel Lasso de la Vega y Licques de Recourt el primer conde de Puertollano.

## Vizcondes de Puertollano
- Luis Lasso de la Vega, I vizconde de Puertollano;

## Condes de Puertollano
- Gabriel Lasso de la Vega y Licques de Recourt, I conde de Puertollano;
- Luis Lasso de la Vega, II conde de Puertollano;
- Tomás Lasso de la Vega, III conde de Puertollano;
- Luis Lasso de la Vega y Manrique de Lara, IV conde de Puertollano;
- Francisco Lasso de la Vega, V conde de Puertollano;
- María Andrea Lasso de la Vega y Silva, VI condesa de Puertollano;
- María Vicenta de Solís y Lasso de la Vega, VII condesa de Puertollano;
- Francisca de Asís Gutiérrez de los Ríos y Solís, VIII condesa de Puertollano;
- María Pilar Osorio y Gutiérrez de los Ríos, IX condesa de Puertollano;
- Manuel Felipe Falcó y Osorio, X conde de Puertollano;
- Manuel Falcó y Álvarez de Toledo, XI conde de Puertollano;
- Manuel Falcó y Anchorena, XII conde de Puertollano.